# Areias betuminosas do Athabasca

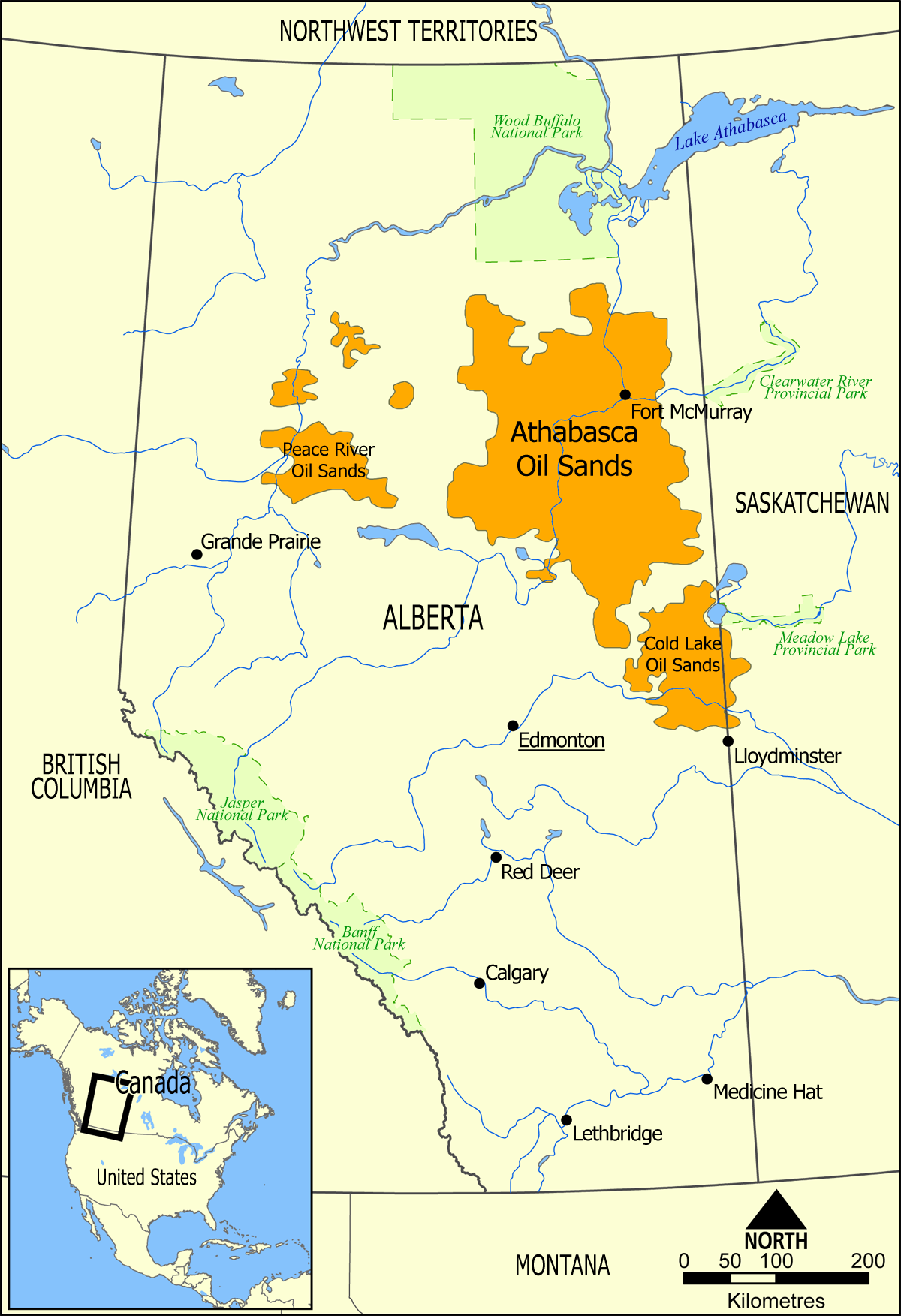
Localização das Athabasca Oil Sands na província de Alberta.

As areias betuminosas do Athabasca são um imenso depósito de areias e argila impregnadas de betume - uma forma semissólida de petróleo cru mais pesado e de menor valor comercial. Localizado  no nordeste da província de Alberta, principalmente na região de Fort McMurray, é o segundo maior depósito de areias betuminosas do mundo, sendo superado somente pela faixa petrolífera do Orinoco, na Venezuela. A denominação do depósito refere-se ao Rio Athabasca, que cruza a região. O betume ali encontrado já era usado pelos povos nativos Cree e Dene, para a impermeabilização de suas canoas. A exploração comercial das areias betuminosas no local começou em 1967, quando a empresa Great Canadian Oil Sands (subsidiária canadense da Sun Oil Company, dos Estados Unidos, hoje independente e renomeada Suncor Energy) construiu sua primeira mina.
O volume calculado de petróleo contido nessas areias, mineradas por grandes escavadeiras, é da ordem de 1,7 trilhões de barris (270 bilhões de metros cúbicos). A presença dos hidrocarbonetos na área é explicada por migração através de falhas geológicas profundas que atingem o interior da terra (manto). Os hidrocarbonetos alojaram-se em reservatórios arenosos situados a baixa profundidade (ou mesmo semiexpostos), onde ocorreu intenso retrabalhamento por bactérias, em ambiente mais oxidante, o que tornou o petróleo original mais pesado e concentrado em metais como níquel, vanádio, cobalto, cromo, arsênio, cádmio, etc.

## Companhias petrolíferas no local
- Suncor
- Syncrude
- Shell Canada
- MEG Energy
- CNRL
- Imperial Oil
- SinoCanada Petroleum Corp., uma subsidiária da Sinopec